# Coupe du monde de dressage
La Coupe du monde de dressage est une compétition de dressage qui se déroule tous les ans sous la forme d'un circuit de plusieurs concours. Les cavaliers s'affrontent ainsi toute l'année au sein de plusieurs ligues réparties sur trois continents. Les meilleurs de chaque classement se retrouvent pour une finale, dont l'organisation est confiée chaque année à une ville différente. La compétition est nommée Reem Acra FEI World Cup Dressage du nom de son sponsor depuis la saison 2010-2011.

## Histoire
L'histoire de la coupe du monde de dressage est fortement liée à celle de la reprise libre en musique (RLM). En effet, pendant les Jeux olympiques de 1984, Joep Bartels ancien cavalier de haut niveau regarde le passage de l'allemand Reiner Klimke et de son cheval Ahlerich en même temps que l'hymne olympique. Un an plus tard la première coupe du monde est organisée, chaque étape rapportant des points pour la finale qui est composée de deux parties : le Grand Prix et la reprise libre en musique.
Au départ, de nombreux grands cavaliers étaient sceptiques sur l'ajout de la RLM alors même que cette dernière est très populaire auprès du public et aide le dressage à gagner en visibilité. La cavalière danoise Anne-Grethe Jensen et son cheval Marzog remportent la première coupe du monde de dressage. Dès les éditions suivantes, la compétition gagne en visibilité et attitre des de plus en plus de compétiteurs. L'une des plus grandes révélation du circuit est la cavalière hollandaise Anky van Grunsven qui remporte la compétition cinq fois avec Bonfire et quatre autres supplémentaires avec Salinero : soit un record de neuf victoires.

## Organisation en ligues
En 2015, la compétition est divisée en plusieurs ligues géographique : Europe de l'ouest, Europe centrale, Amérique du Nord et Pacifique.
Les meilleurs d'entre eux se retrouveront en finale, où 18 couples cavalier/chevaux peuvent être présent au maximum. La zone Europe de l’Ouest est largement dominante puisque la moitié des cavaliers de la finale proviennent de cette région. Seuls deux cavaliers venus d’autres ligues ont remporté la compétition, les américains Debbie McDonald (en 2003) et Steffen Peters (en 2009).
| Provenance des cavaliers             | Places disponibles en finale |
| ------------------------------------ | ---------------------------- |
| Europe de l'Ouest                    | 9                            |
| Europe centrale                      | 2                            |
| Pacifique                            | 1                            |
| Amérique du Nord                     | 2                            |
| Cavalier Hors-ligue                  | 1                            |
| Tenant du titre                      | 1                            |
| Places supplémentaires (invitations) | 2                            |

## Règlement
Si les concurrents obtiennent une note supérieure ou égale à 58 %, alors ils peuvent continuer la compétition et effectuer leur reprise libre en musique. cette dernière permet d'obtenir les points comptant pour le classement de qualification pour la finale.
Chaque ligue possède son propre système de points. Pour les ligues européennes, un classement parmi les quinze premiers rapporte les points suivants :
- 1re place : 20 points
- 2e place : 17 points
- 3e place : 15 points
- 4e place : 13 points
- 5e place : 12 points
- 6e place : 11 points
- 7e place : 10 points
- 8e place : 9 points
- 9e place : 8 points
- 10e place : 7 points
- 11e place : 6 points
- 12e place : 5 points
- 13e place : 4 points
- 14e place : 3 points
- 15e place : 2 points

Les meilleurs dans leur ligue peuvent se rendre en finale à condition qu’ils aient obtenu un score supérieur ou égal à 68 % à au moins une reprise libre en musique lors des qualifications. En finale, il y a aussi un Grand Prix en premier, puis tous les couples cavalier/chevaux ayant obtenu une note d’au moins 58 % sont qualifiés pour la reprise libre en musique. Celui obtenant le meilleur score à cette épreuve remporte la finale de la coupe du monde de dressage.

## Finales et palmarès

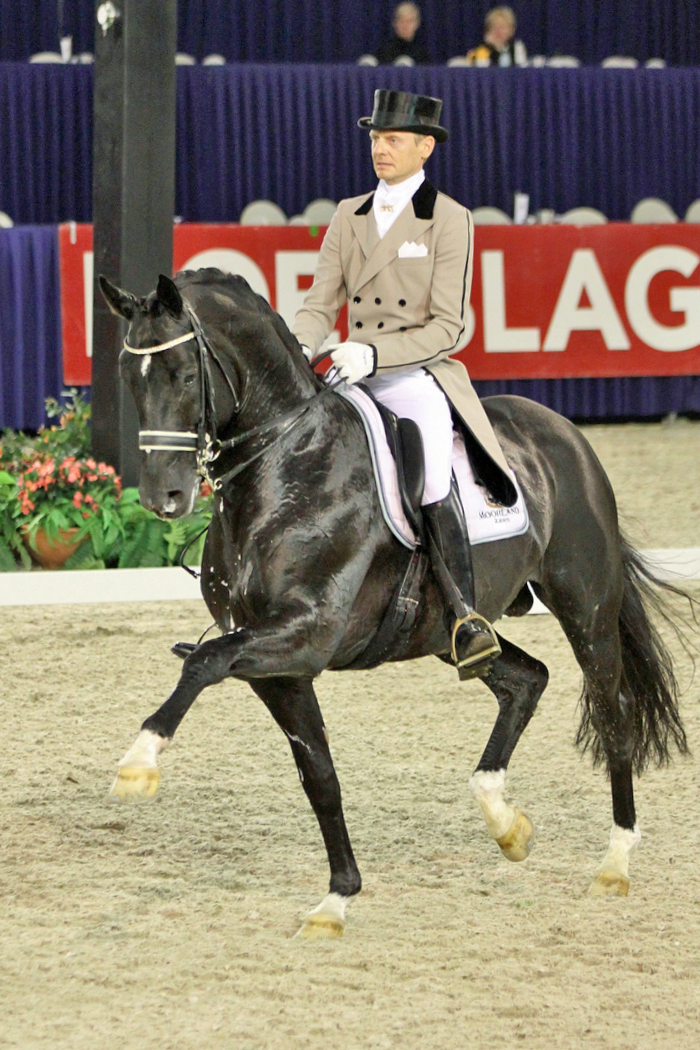
Edward Gal et Totilas, vainqueurs en 2010.

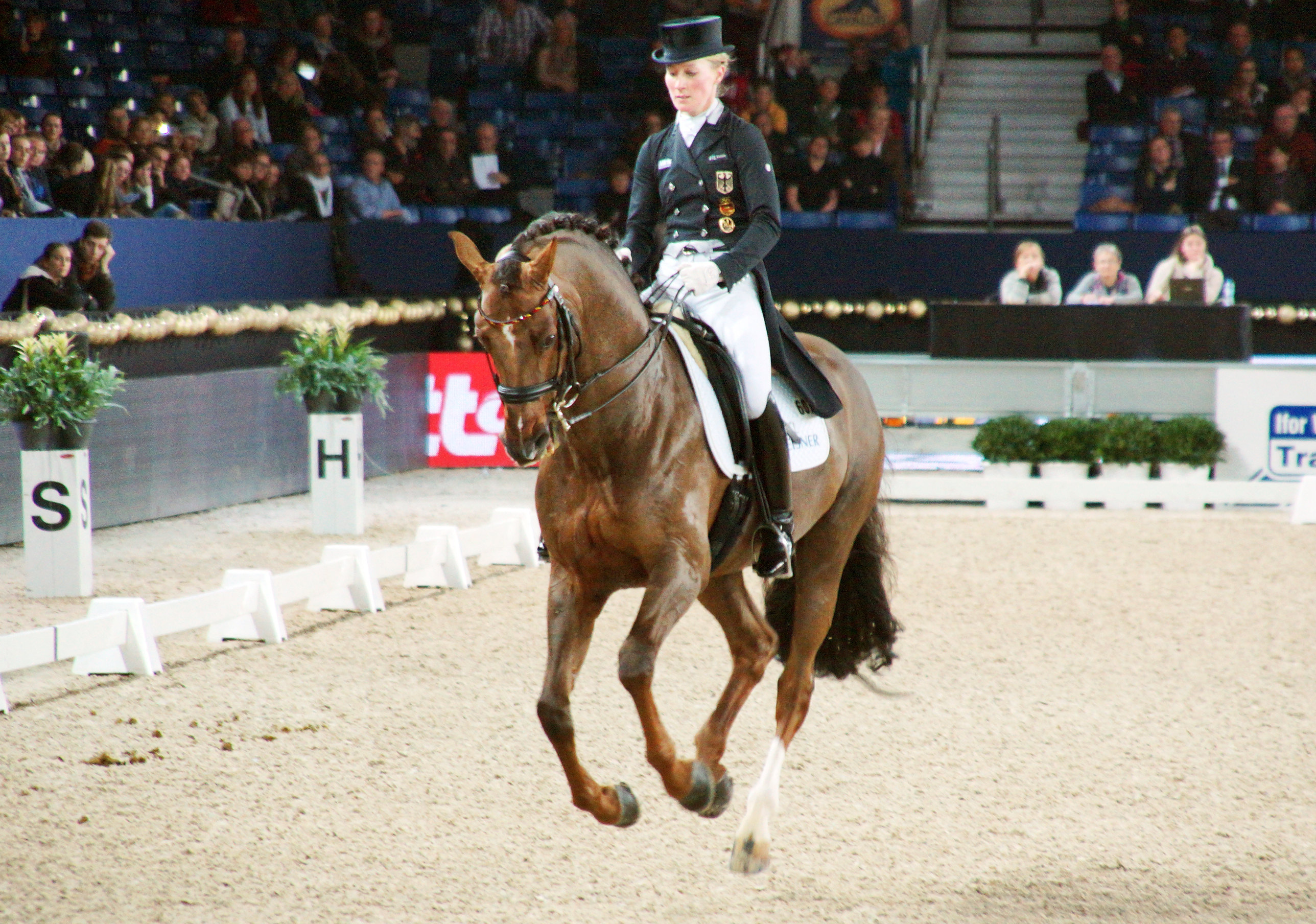
La cavalière Helen Langehanenberg sur Damon Hill NRW, vainqueurs de la coupe du monde en 2013.

| Saison    | Finale                                                                             | Vainqueur                                                                          | Cheval                                                                             |
| --------- | ---------------------------------------------------------------------------------- | ---------------------------------------------------------------------------------- | ---------------------------------------------------------------------------------- |
| 1985-1986 | Bois-le-Duc                                                                        | Anne Grethe Jensen                                                                 | Marzog                                                                             |
| 1986-1987 | Essen                                                                              | Christine Stückelberger                                                            | Gaugin de Lully                                                                    |
| 1987-1988 | Bois-le-Duc                                                                        | Christine Stückelberger                                                            | Gaugin de Lully                                                                    |
| 1988-1989 | Göteborg                                                                           | Margit Otto-Crépin                                                                 | Corlandus                                                                          |
| 1989-1990 | Bois-le-Duc                                                                        | Sven Rothenberger                                                                  | Andiamo                                                                            |
| 1990-1991 | Paris                                                                              | Kyra Kyrklund                                                                      | Matador                                                                            |
| 1991-1992 | Göteborg                                                                           | Isabell Werth                                                                      | Fabienne                                                                           |
| 1992-1993 | Bois-le-Duc                                                                        | Monica Theodorescu                                                                 | Ganimedes                                                                          |
| 1993-1994 | Göteborg                                                                           | Monica Theodorescu                                                                 | Ganimedes                                                                          |
| 1994-1995 | Los Angeles                                                                        | Anky van Grunsven                                                                  | Bonfire                                                                            |
| 1995-1996 | Göteborg                                                                           | Anky van Grunsven                                                                  | Bonfire                                                                            |
| 1996-1997 | Bois-le-Duc                                                                        | Anky van Grunsven                                                                  | Bonfire                                                                            |
| 1997-1998 | Göteborg                                                                           | Louise Nathhorst                                                                   | Walk on Top                                                                        |
| 1998-1999 | Dortmund                                                                           | Anky van Grunsven                                                                  | Bonfire                                                                            |
| 1999-2000 | Bois-le-Duc                                                                        | Anky van Grunsven                                                                  | Bonfire                                                                            |
| 2000-2001 | Århus                                                                              | Ulla Salzgeber                                                                     | Rusty                                                                              |
| 2001-2002 | Bois-le-Duc                                                                        | Ulla Salzgeber                                                                     | Rusty                                                                              |
| 2002-2003 | Göteborg                                                                           | Debbie McDonald                                                                    | Brentina                                                                           |
| 2003-2004 | Düsseldorf                                                                         | Anky van Grunsven                                                                  | Salinero                                                                           |
| 2004-2005 | Las Vegas                                                                          | Anky van Grunsven                                                                  | Salinero                                                                           |
| 2005-2006 | Amsterdam                                                                          | Anky van Grunsven                                                                  | Salinero                                                                           |
| 2006-2007 | Las Vegas                                                                          | Isabell Werth                                                                      | Warum nicht FRH                                                                    |
| 2007-2008 | Bois-le-Duc                                                                        | Anky van Grunsven                                                                  | Salinero                                                                           |
| 2008-2009 | Las Vegas                                                                          | Steffen Peters                                                                     | Ravel                                                                              |
| 2009-2010 | Bois-le-Duc                                                                        | Edward Gal                                                                         | Totilas                                                                            |
| 2010-2011 | Leipzig                                                                            | Adelinde Cornelissen                                                               | Parzival                                                                           |
| 2011-2012 | Bois-le-Duc                                                                        | Adelinde Cornelissen                                                               | Parzival                                                                           |
| 2012-2013 | Göteborg                                                                           | Helen Langehanenberg                                                               | Damon Hill NRW                                                                     |
| 2013-2014 | Lyon                                                                               | Charlotte Dujardin                                                                 | Valegro                                                                            |
| 2014-2015 | Las Vegas                                                                          | Charlotte Dujardin                                                                 | Valegro                                                                            |
| 2015-2016 | Göteborg                                                                           | Hans Peter Minderhoud                                                              | Glock's Flirt                                                                      |
| 2016-2017 | Omaha                                                                              | Isabell Werth                                                                      | Weihegold Old                                                                      |
| 2017-2018 | Paris                                                                              | Isabell Werth                                                                      | Weihegold Old                                                                      |
| 2018-2019 | Göteborg                                                                           | Isabell Werth                                                                      | Weihegold Old                                                                      |
| 2019-2020 | Finale annulée (pour cause de pandémie de Covid-19)                                | Finale annulée (pour cause de pandémie de Covid-19)                                | Finale annulée (pour cause de pandémie de Covid-19)                                |
| 2020-2021 | Finale annulée (virus de rhinopneumonie – Herpèsvirose équine de type 1 / "EHV-1") | Finale annulée (virus de rhinopneumonie – Herpèsvirose équine de type 1 / "EHV-1") | Finale annulée (virus de rhinopneumonie – Herpèsvirose équine de type 1 / "EHV-1") |
| 2021-2022 | Leipzig                                                                            | Jessica von Bredow-Werndl                                                          | TSF Dalera BB                                                                      |
| 2022-2023 | Omaha                                                                              | .                                                                                  | .                                                                                  |